# Bouwstraat (Rijssen)

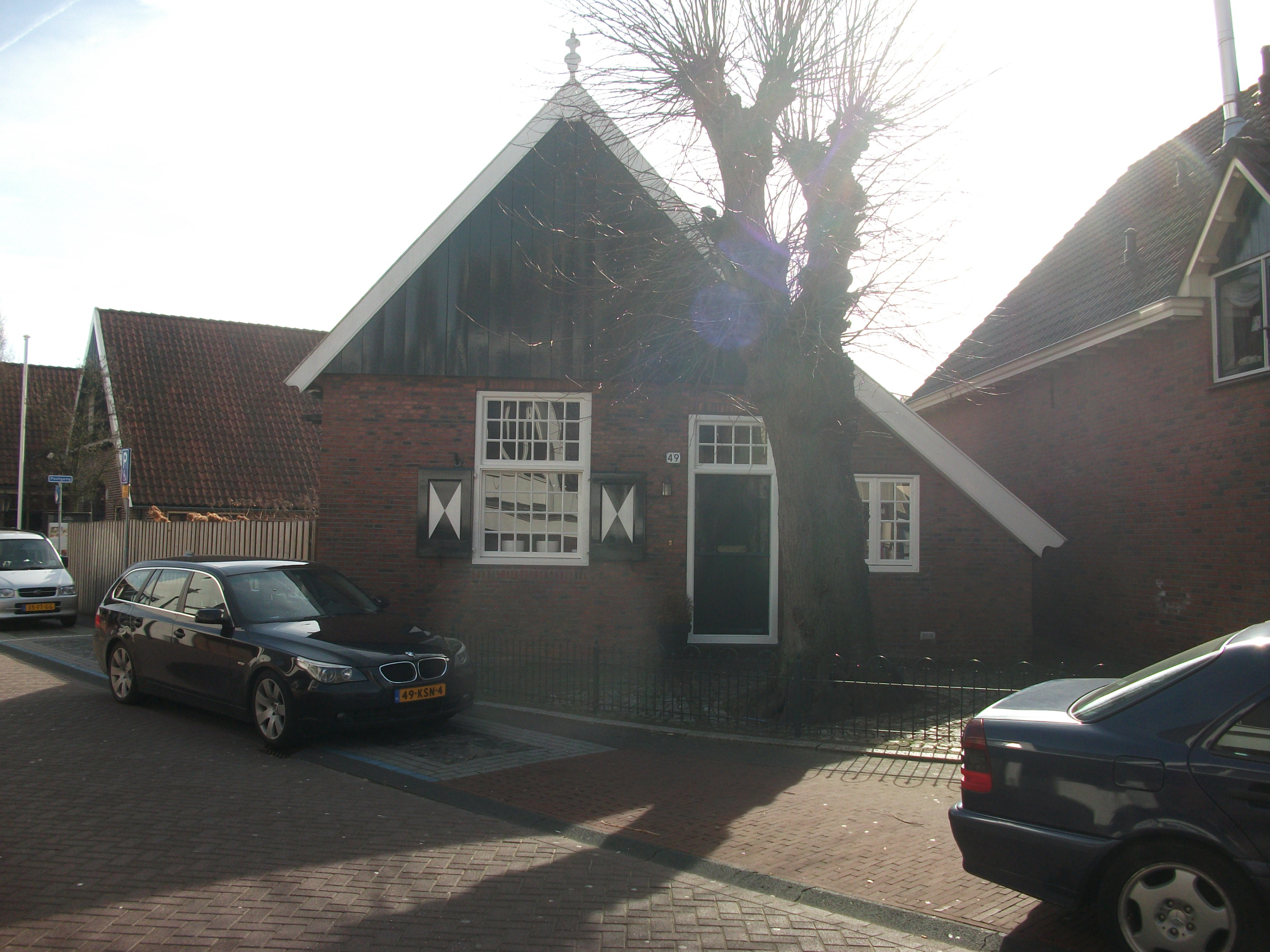
Bouwstraat 49 (rijksmonument)

De Bouwstraat is een winkelstraat in de Nederlandse plaats Rijssen in de provincie Overijssel.
De circa 240 meter lange Bouwstraat loopt vanaf de "Haarstraat" en "Hogepad" tot aan de "Elsenerstraat" en de "Rozengaarde" waar hij in overgaat. Er komen drie zijstraten op de Bouwstraat uit, dat zijn de "Postgang", "Huttenwal" en de "Walstraat".
Aan deze oude straat, die vele gedaanteverwisselingen heeft ondergaan, heeft zich nog een tabaksfabriek bevonden die dienst heeft gedaan voor de Gereformeerde Gemeente en rond 1890 als kerk in gebruik werd genomen.

## Trivia
Het gebouw van de Gereformeerde Gemeenten in Nederland bevindt zich sinds 1895 op de hoek Bleekstraat en de Esstraat en wordt in de volksmond de Eskerk genoemd.